# زیردریایی کلاس بعثت
زیردریایی کلاس بعثت یک کلاس از زیردریایی است که در خدمت نیروی دریایی ارتش جمهوری اسلامی ایران قرار خواهد گرفت. … که این زیردریایی، حتی ۳۰ درصد سنگین‌تر از رده کیلوی روسی بوده‌است و تقریباً ۶ برابر دارای وزنی بیشتر از فاتح خواهد بود که به دنبالِ آن، به منظور ساختن و عملیاتی نمودن این زیردریایی (بعثت)، قدرتِ دانشی-فنی صنایع مرتبط در جمهوری اسلامی ایران نیز مستلزم جهشی شایان توجه بوده‌است؛ بنابر گزارش خبرگزاری تسنیم: مدت زمان لازمه جهت ساخت زیردریایی‌هایی در رده ۴۰۰۰ تن به‌صورت معمول مابین ۵۰ تا ۶۰ ماه طول می‌کشد. زیردریایی بعثت به واسطهٔ تناژ و به طبعِ آن، داشتن ابعادی بزرگتر، قدرت حملِ تعداد و حجم تسلیحات بیشتر و متنوع‌تر را نسبت به کیلو خواهد داشت. از جمله ویژگی‌های زیردریایی کلاس بعثت، بکارگیری موتورهای الکتریکی بدون جاروبک یا براشلس و استفاده از پرتابگرهای عمودی موشک در این زیردریایی می‌باشد.